# 세계시계 (알렉산더 광장)

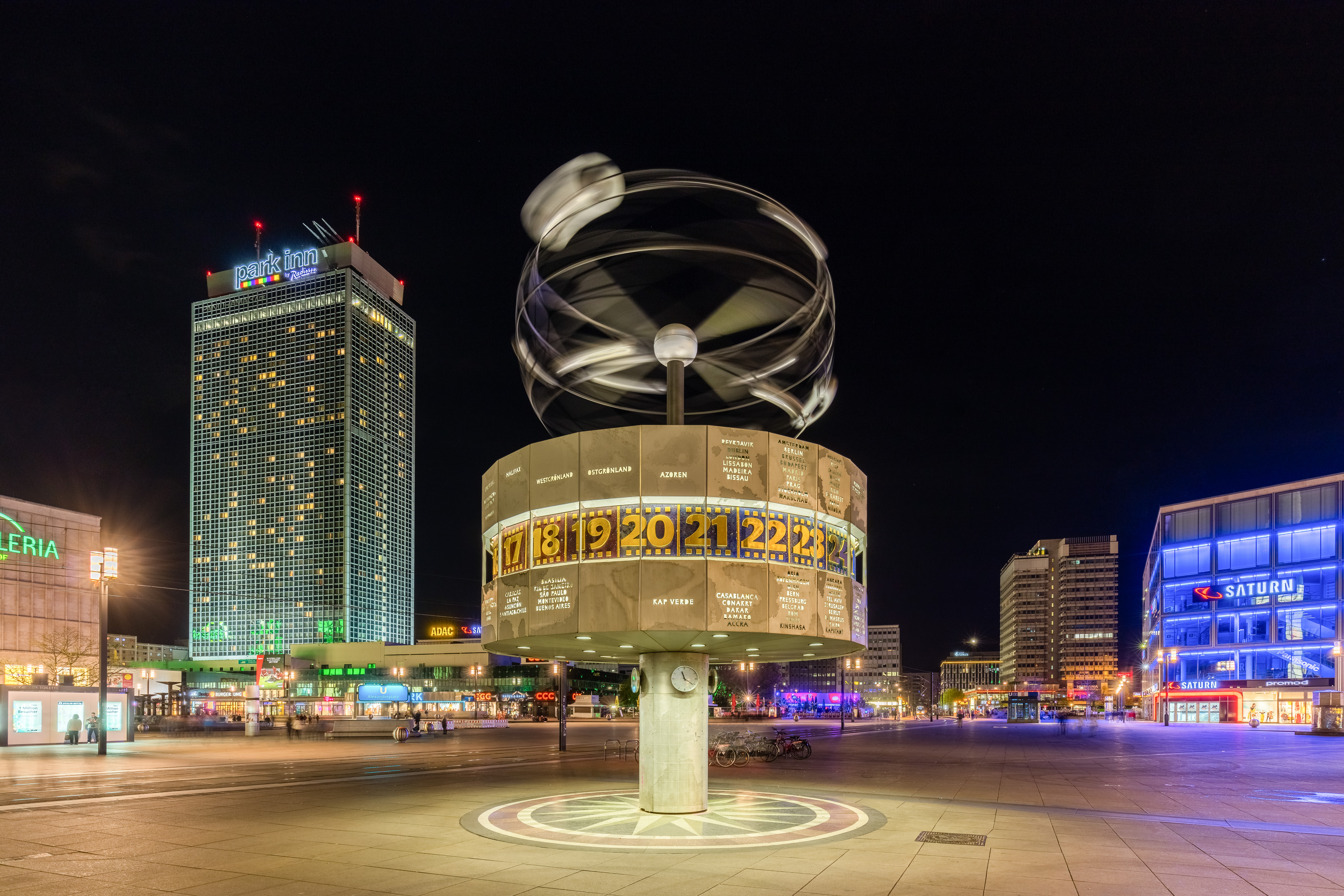
알렉산더 광장

세계시계(독일어: Weltzeituhr)는 독일 베를린 미테구 알렉산더 광장에 있는 원형 세계시계다. 세계 148개 주요 도시의 현재 시간을 알 수 있다. 1969년 독일 민주 공화국에서 건립한 이래로 관광 명소가 되었다. 2015년 7월, 독일 정부는 이 시계를 역사적, 문화적 의미가 있는 기념물로 지정했다.

## 역사
16톤짜리 세계시계는 독일 민주 공화국의 20주년이 되기 직전인 1969년 9월 30일에 베를린 TV 타워와 함께 대중에게 공개되었다. 시계 건립은 알렉산더 광장 전체를 확장하고 재편하기 위한 더 큰 계획의 일부였다. 리노베이션이 끝날 무렵, 공공 광장은 2차 세계 대전이 끝날 때보다 4배 더 컸다.
이 시계는 당시 발터 보마츠카의 지휘 아래 알렉산더 광장의 변형을 위한 계획 그룹의 직원이었던 디자이너 에리히 욘이 디자인했다. 알렉산더 광장에 시계를 세우는 아이디어는 1966년 광장을 복원하는 동안 제2차 세계 대전 이전의 공공 시계인 우라니아자울레(Uraniasäule)의 잔해가 발견되었을 때 나왔다.
시계 제작에는 조각가 한스요아킴 쿤스히를 포함한 120명 이상의 엔지니어와 기타 전문가가 필요했다.
1987년에 세계시계 이미지가 있는 기념 주화가 발행되었다. 1997년에 기계 장치의 필요한 수리 중에 독일 통일과 냉전의 종식으로 인해 시계가 업데이트되었다. 이름이 변경되었거나 시간대가 이동한 도시가 업데이트되었다. 예를 들어, 레닌그라드는 상트페테르부르크로, 알마아타는 알마티로 변경되었고, 키이우는 모스크바 시간에서 동유럽 시간으로 변경되었다. 텔아비브, 케이프타운, 서울특별시와 같이 정치적 이유로 독일 민주 공화국에서 제외된 20개 도시도 시계에 추가되었다.

## 기능
세계시계의 주요 특징은 24면으로 된 큰 기둥(단면은 규칙적인 이십사각형)이다. 기둥의 각 면은 지구의 24개 주요 시간대 중 하나를 나타내며, 해당 시간대를 사용하는 주요 도시의 이름이 새겨져 있다. 시계를 지탱하는 기둥 아래의 포장 도로에는 풍향계가 그려져 있다. 4개의 작은 아날로그 시계가 원형 홀을 지탱하는 좁은 기둥의 측면에 위치하고 있으며, 전체 시계는 사람들이 그 아래에 서서 작은 시계를 읽을 수 있을 만큼 충분히 크다.